# Keizersberg (bier)
Keizersberg is een Belgisch abdijbier.
Het bier wordt sinds 1994 in opdracht van de Abdij van Keizersberg gebrouwen in Brouwerij Van Steenberge, te Ertvelde. Het wordt enkel verkocht in het Liturgisch Centrum Castrum, behorende tot het apostolaat van Abdij Keizersberg te Leuven. In tegenstelling tot de meeste andere abdijen, maar net zoals in Maredsous, werd hier nooit in de abdij zelf bier gebrouwen. 
Keizersberg draagt het label Erkend Belgisch Abdijbier sinds 1999. Het is een goudgeel bier met een alcoholpercentage van 9%. Dit bier is een etiketbier van Bornem Tripel.